# Jadranka Đokić

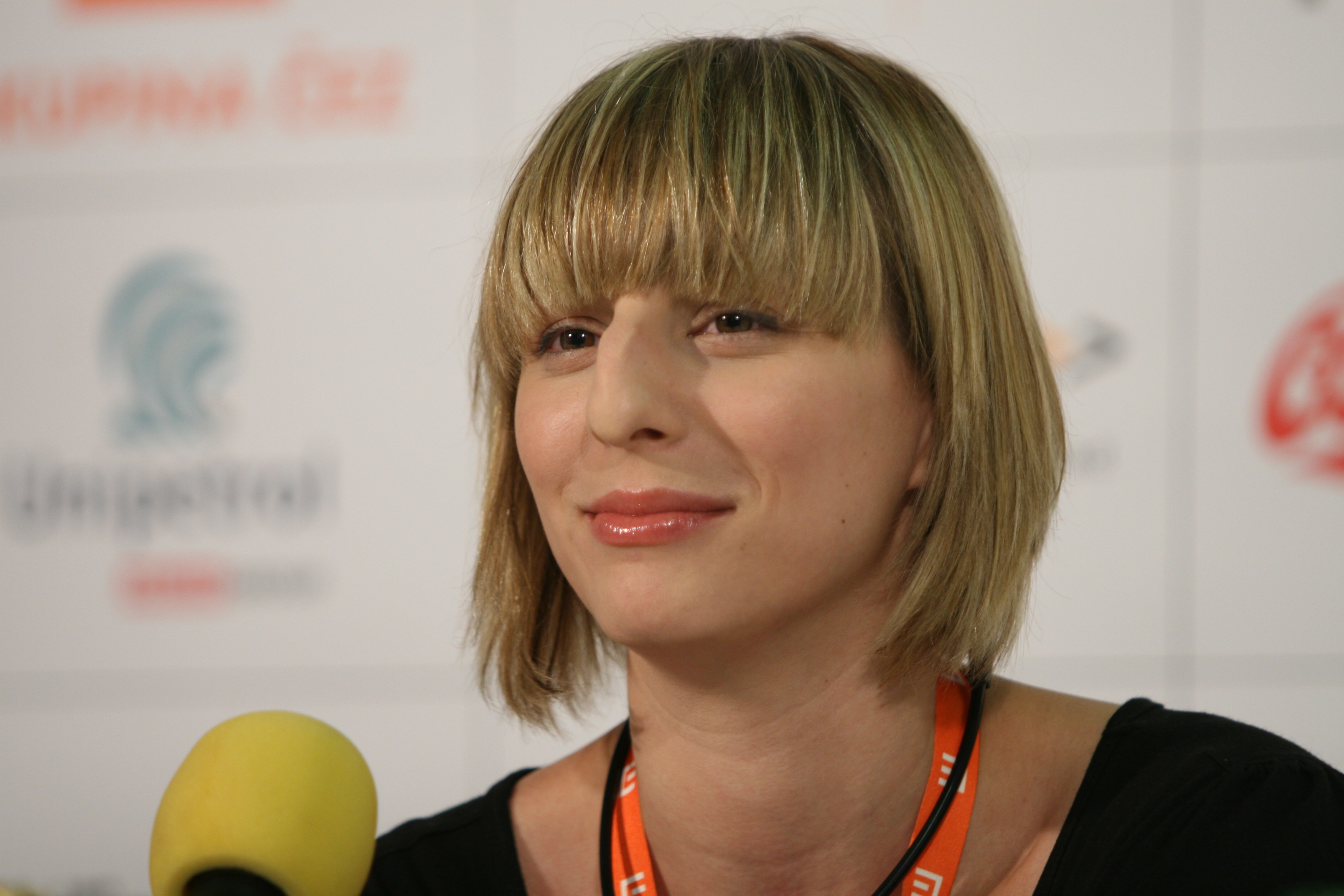
Jadranka Đokić

Jadranka Đokić (* 14. Januar 1981 in Pula, Jugoslawien) ist eine kroatische Schauspielerin.

## Leben
Đokić sammelte ersten Erfahrungen am Theater in ihrer Heimatstadt Pula unter ihrem damaligen Mentor Robert Raponj. Nach ihrem Schauspielstudium in der kroatischen Hauptstadt Zagreb bekam sie die ersten Rollen, u. a. Proljetno buđenje (dt. Sommer-Erwachen) unter der Regie von Ozren Prohic. Ihr Debüt auf der Kinoleinwand war die Rolle der Prostituierten Lidija im Lesbendrama Schöne tote Mädchen (Fine mrtve djevojke).
Dieser Film bekam international zahlreiche Preise, wie z. B. den Cinema tout Ecran aus Genf (Schweiz), die Goldene Arena beim Pula Film Festival in Pula (Kroatien), den Sochi IFF (Russland), war einen Kandidat für eine Oscar-Nominierung in der Kategorie Bester fremdsprachiger Film u. v. m. In Deutschland wurde Jadranka Đokić in ihrer Rolle als Belma Sulic im Balkan-Drama Sturm hauptsächlich in den Arthauskinos bekannt. Heute spielt sie u. a. in Bračne vode, einem kroatischen Remake der US-Serie Eine schrecklich nette Familie.

## Filmografie

### Filme
- 1999: Sverceri hlapic
- 2002: Schöne tote Mädchen (Fine mrtve djevojke)
- 2004: Sorry for Kung Fu (Oprosti za kung fu)
- 2007: Pusti me da spavam (Kurzfilm)
- 2008: Iza stakla
- 2009: Sturm (Storm)
- 2009: Metastaze
- 2009: Libertango (Kurzfilm)
- 2012: Nocni brodovi
- 2012: Zagrebacke price vol. 2
- 2013: Gott verhüte! (Svecenikova djeca)
- 2013: Moj sin samo malo sporije hoda (Fernsehfilm)
- 2013: Simon Cudotvorac
- 2014: Trebalo bi prosetati psa

### Fernsehserien
- 2004–2007: Naša mala klinika
- 2005: Žutokljunac
- 2005: Kad zvoni?
- 2008: Bitange i princeze
- 2008: Odmori se, zasluzio si
- 2008–2009: Luda kuća
- 2008–2009: Bračne vode
- 2009: Moja 3 zida